# Coppa del Mondo giovani di slittino
La Coppa del Mondo giovani di slittino è stato un circuito internazionale di gare di slittino organizzato annualmente dalla Federazione Internazionale Slittino (FIL) a cui potevano prendere parte esclusivamente gli atleti e le atlete aventi un'età non superiore ai 18 anni nell'anno in cui veniva disputata la manifestazione.
La competizione si è disputa ininterrottamente a partire dalla stagione 1997/98 contemporaneamente a quella per la categoria juniores, che fino al 2001/02 venivano denominate rispettivamente juniores I e juniores II, fino a quella del 2021/22, venendo poi sostituita dalle Coppe continentali. Inizialmente prevista nelle sole discipline del singolo maschile e femminile, dall'edizione 2010/11 venne inserita anche la prova del doppio e, dalla stagione 2018/19 -a seguito della decisione del Comitato Olimpico Internazionale di introdurre la specialità del doppio donne ai Giochi olimpici giovanili di Losanna 2020 per una questione di parità di genere e favorire dunque una maggiore partecipazione delle donne all'evento olimpico- fu ufficializzata questa nuova disciplina nelle prove di Coppa del Mondo della categoria giovani.
L'attribuzione dei punti avveniva come per la Coppa del Mondo assoluta e quella juniores: venivano assegnati punti a scalare ad ogni atleta classificato utilmente in ogni singola gara (100 punti al vincitore, 85 al secondo e così via fino ad assegnarne 1 a coloro che si piazzavano dalla quarantesima posizione in giù). Alla fine della stagione, dopo essere stato scartato per ogni partecipante alla competizione il risultato peggiore, gli slittinisti con il punteggio complessivo più alto per ogni disciplina vincevano le rispettive Coppe del Mondo. Nel doppio si teneva in considerazione solo il risultato di coppia e non per singolo partecipante, infatti se anche in stagione si gareggiava con più partner non venivano sommati i punteggi ottenuti da ogni singolo atleta, ma solo quelli relativi alla stessa coppia.
Tra tutti gli atleti laureatisi campioni solamente Natalie Corless, Jessica Degenhardt e Lukas Gufler sono riusciti a vincere il trofeo di cristallo giovani sia nella disciplina del singolo sia in quella del doppio. Sono invece due gli slittinisti capaci di conquistare una Coppa del Mondo assoluta dopo aver trionfato a livello giovanile: Dominik Fischnaller e Natalie Geisenberger.

## Albo d'oro

### Singolo uomini
| Stagione | Primo                                                | Secondo                                               | Terzo                                           |
| -------- | ---------------------------------------------------- | ----------------------------------------------------- | ----------------------------------------------- |
| 1997/98  | Andrew McConnell Stati Uniti e David Möller Germania | –                                                     | Patrick Schürer Germania                        |
| 1998/99  | Michael Moffat Canada                                | Wolfgang Linger Austria                               | Patrick Habegger Svizzera                       |
| 1999/00  | Jeff Christie Canada                                 | Patrik Dietzsch Germania                              | Andreas Graitl Germania                         |
| 2000/01  | Andreas Graitl Germania                              | David Mair Italia                                     | Andi Langenhan Germania                         |
| 2001/02  | Thomas Coburger Germania                             | Robert Eschrich Germania                              | Daniel Pfister Austria                          |
| 2002/03  | Peter Fischer Germania                               | Christopher Mazdzer Stati Uniti                       | Georg Hölzl Germania e Johannes Ludwig Germania |
| 2003/04  | Timo Overhageböck Germania                           | Franziskus Schmidt Germania                           | Christopher Mazdzer Stati Uniti                 |
| 2004/05  | Christopher Mazdzer Stati Uniti                      | Felix Loch Germania                                   | Connor O'Neill Stati Uniti                      |
| 2005/06  | Daniel Höllrigl Italia                               | Robert Huerbin Stati Uniti                            | Addison Dailey Stati Uniti                      |
| 2006/07  | Kevin Weihs Germania                                 | Ralf Palik Germania                                   | Robert Huerbin Stati Uniti                      |
| 2007/08  | Ludwig Rieder Italia                                 | Tristan Walker Canada                                 | Julian von Schleinitz Germania                  |
| 2008/09  | Chris Eißler Germania                                | Dominik Fischnaller Italia e Chris Görlitzer Germania | –                                               |
| 2009/10  | Dominik Fischnaller Italia                           | Kevin Fischnaller Italia                              | Patrick Rastner Italia                          |
| 2010/11  | Riks Kristens Rozītis Lettonia                       | Toni Gräfe Germania                                   | Thomas Steu Austria                             |
| 2011/12  | John Fennell Canada                                  | Mitchel Malyk Canada                                  | Anton Dukač Ucraina                             |
| 2012/13  | Anton Schreiber Germania                             | Riley Stohr Stati Uniti                               | Nico Gleirscher Austria                         |
| 2013/14  | Kristers Aparjods Lettonia                           | Nico Gleirscher Austria                               | Theo Gruber Italia                              |
| 2014/15  | Adam Shippit Canada                                  | Lucas Geyer Germania                                  | Elijah Pedriani Stati Uniti                     |
| 2015/16  | Fabian Malleier Italia                               | Bastian Schulte Austria                               | Paul-Lukas Heider Germania                      |
| 2016/17  | Lukas Gufler Italia                                  | Aleksandr Dmitriev Russia                             | Thomas Jaensch Germania                         |
| 2017/18  | Florian Müller Germania                              | Matvej Perestoronin Russia                            | Juri Gatt Austria                               |
| 2018/19  | Gints Bērziņš Lettonia                               | Marián Skupek Slovacchia                              | Pavel Repilov Russia                            |
| 2019/20  | Gints Bērziņš Lettonia e Timon Grancagnolo Germania  | –                                                     | Matthew Greiner Stati Uniti                     |
| 2020/21  | cancellati a causa della pandemia di COVID-19.       | cancellati a causa della pandemia di COVID-19.        | cancellati a causa della pandemia di COVID-19.  |
| 2021/22  | Fabio Zauser Austria                                 | Marcus Mueller Stati Uniti                            | Lukas Peccei Italia                             |

### Singolo donne
| Stagione | Prima                                                     | Seconda                                           | Terza                                          |
| -------- | --------------------------------------------------------- | ------------------------------------------------- | ---------------------------------------------- |
| 1997/98  | Ashley Hayden Stati Uniti                                 | Anna Tielke Germania                              | Kathrin Maltan Germania                        |
| 1998/99  | Nicole Oliveira Stati Uniti                               | Sabine Würtenberger Austria                       | Anja Eberhardt Germania                        |
| 1999/00  | Anja Eberhardt Germania                                   | Anja Huber Germania                               | Vika Gatker Stati Uniti                        |
| 2000/01  | Heike Kobylka Germania                                    | Julia Clukey Stati Uniti                          | Stefanie Kappen Germania                       |
| 2001/02  | Sindy Linke Germania                                      | Samantha Retrosi Stati Uniti                      | Stefanie Kappen Germania                       |
| 2002/03  | Natalie Geisenberger Germania                             | Megan Sweeney Stati Uniti                         | Erin Hamlin Stati Uniti                        |
| 2003/04  | Sindy Linke Germania                                      | Stefanie Sieger Germania                          | Marlene Pester Germania                        |
| 2004/05  | Anastasia Young Stati Uniti                               | Stefanie Sieger Germania                          | Lorena Tröger Italia                           |
| 2005/06  | Vera Schwienbacher Italia                                 | Maryna Halajdžjan Ucraina                         | Caroline LaRoche Stati Uniti                   |
| 2006/07  | Daniela Schwab Germania                                   | Dajana Eitberger Germania                         | Tat'jana Ivanova Russia                        |
| 2007/08  | Andrea Metzenleitner Germania                             | Lea Vanderlinden Stati Uniti                      | Dajana Eitberger Germania                      |
| 2008/09  | Luzie Löscher Germania                                    | Aileen Frisch Germania                            | Nathalie Burkhardt Germania                    |
| 2009/10  | Jennifer Flintová Rep. Ceca e Summer Britcher Stati Uniti | –                                                 | Svetlana Tiunova Russia                        |
| 2010/11  | Summer Britcher Stati Uniti                               | Ulla Zirne Lettonia                               | Katrin Ibele Austria                           |
| 2011/12  | Ulla Zirne Lettonia                                       | Theresa Buckley Stati Uniti                       | Viktorija Demčenko Russia                      |
| 2012/13  | Jessica Tiebel Germania                                   | Jenna Spencer Stati Uniti                         | Julia Taubitz Germania                         |
| 2013/14  | Svenja Oestreicher Germania                               | Julija Naumova Russia                             | Natalie Maag Svizzera                          |
| 2014/15  | Julija Naumova Russia                                     | Tina Müller Germania                              | Kyla Graham Canada                             |
| 2015/16  | Kristina Šamova Russia                                    | Anna Berreiter Germania                           | Tat'jana Cvetova Russia                        |
| 2016/17  | Jessica Degenhardt Germania                               | Carolyn Maxwell Canada                            | Ashley Farquharson Stati Uniti                 |
| 2017/18  | Verena Hofer Italia                                       | Sophie Gerloff Germania                           | Merle Fräbel Germania                          |
| 2018/19  | Natalie Corless Canada                                    | Elizaveta Jurčenko Russia                         | Ava Rose Luscombe Canada                       |
| 2019/20  | Jessica Degenhardt Germania                               | Melina Cielaszyk Germania                         | Merle Fräbel Germania                          |
| 2020/21  | cancellati a causa della pandemia di COVID-19.            | cancellati a causa della pandemia di COVID-19.    | cancellati a causa della pandemia di COVID-19. |
| 2021/22  | Theresa Kirchmair Austria                                 | Dorothea Schwarz Austria e Selīna Zvilna Lettonia | –                                              |

### Doppio
| Stagione | Primi                                          | Secondi                                    | Terzi                                                                                 |
| -------- | ---------------------------------------------- | ------------------------------------------ | ------------------------------------------------------------------------------------- |
| 2010/11  | Rostislav Bednov Roman Osipenko Russia         | Jurij Kalinin Sergej Beljaev Russia        | Steve Cibelius Andreas Wolf Germania                                                  |
| 2011/12  | Stanislav Mal'cev Oleg Faschutdinov Kazakistan | Anton Dukač Pavlo Ternovyj Ucraina         | Philip Srokos Felix Lasch Germania                                                    |
| 2012/13  | Jakub Šimoňák Patrik Tomaško Slovacchia        | Nico Semmler Johannes Pfeifer Germania     | Justin Krewson Tristan Jeskanen Stati Uniti e Evgenij Evdokimov Aleksej Grošev Russia |
| 2013/14  | Daniil Lebedev Evgenij Permjakov Russia        | Andrij Lysec'kyj Myroslav Levkovyč Ucraina | Felix Lasch Maximilian Illmann Germania                                               |
| 2014/15  | Matthew Riddle Reid Watts Canada               | Evan Wildman Heath Karpyshyn Canada        | Vasile Marian Gîtlan Flavius Ion Crăciun Romania                                      |
| 2015/16  | Felix Schwarz Lukas Gufler Italia              | Andrej Šander Šemen Mikov Russia           | Tobias Heinze Maximilian Illmann Germania                                             |
| 2016/17  | Dana Kellogg Duncan Segger Stati Uniti         | Hendrik Seibert Calvin Meister Germania    | Dmitrij Bučnev Daniil Kil'seev Russia                                                 |
| 2017/18  | Juri Gatt Riccardo Schöpf Austria              | Michail Karnauchov Jurij Čirva Russia      | Henrik Altenhoff Matteo Oberließen Germania                                           |

### Doppio uomini
| Stagione | Primi                                          | Secondi                                                  | Terzi                                          |
| -------- | ---------------------------------------------- | -------------------------------------------------------- | ---------------------------------------------- |
| 2018/19  | Michail Karnauchov Jurij Čirva Russia          | Tudor-Ștefan Handaric Alexandru-Valentin Ailenei Romania | Devin Wardrope Thomas Fassnidge Canada         |
| 2019/20  | Michail Karnauchov Jurij Čirva Russia          | Kaspars Rinks Ardis Liepiņš Lettonia                     | Kacper Imiołek Łukasz Maćkała Polonia          |
| 2020/21  | cancellati a causa della pandemia di COVID-19. | cancellati a causa della pandemia di COVID-19.           | cancellati a causa della pandemia di COVID-19. |
| 2021/22  | Marcus Mueller Ansel Haugsjaa Stati Uniti      | Sergej Zacharov Il'ja Gorjainov Russia                   | Paul Kunze Max Trippner Germania               |

### Doppio donne
| Stagione | Prime                                          | Seconde                                        | Terze                                          |
| -------- | ---------------------------------------------- | ---------------------------------------------- | ---------------------------------------------- |
| 2018/19  | Caitlin Nash Natalie Corless Canada            | Jessica Degenhardt Vanessa Schneider Germania  | Markéta Nováková Anna Vejdělková Rep. Ceca     |
| 2019/20  | Jessica Degenhardt Vanessa Schneider Germania  | Luisa Romanenko Pauline Patz Germania          | Selina Egle Lara Kipp Austria                  |
| 2020/21  | cancellati a causa della pandemia di COVID-19. | cancellati a causa della pandemia di COVID-19. | cancellati a causa della pandemia di COVID-19. |
| 2021/22  | Lisa Zimmermann Dorothea Schwarz Austria       | Marta Robežniece Kitija Bogdanova Lettonia     | Markéta Nováková Anna Vejdělková Rep. Ceca     |